# تشاد نوفاك
تشاد نوفاك هو سياسي كندي، ولد في 1976.

## وصلات خارجية
- الموقع الرسمي